# Phygadeuon subfuscus
Phygadeuon subfuscus är en stekelart som beskrevs av Cresson 1864. Phygadeuon subfuscus ingår i släktet Phygadeuon och familjen brokparasitsteklar. Inga underarter finns listade i Catalogue of Life.